# Ante dell'organo del duomo di Ferrara
Le ante dell'organo del duomo di Ferrara sono quattro pannelli dipinti a tempera su tela (349x152 cm ciascuno) da Cosmè Tura nel 1469 e oggi conservati nel museo della cattedrale a Ferrara. Originariamente erano decorate fronte-retro (oggi i dipinti sono separati), presentano San Giorgio e la principessa (ante chiuse) e l'Annunciazione (ante aperte).

## Storia
Le ante dipinte rappresentano una rara testimonianza dell'opera di Cosmè Tura dopo la sua nomina a pittore di corte nel 1456, sia in termini qualitativi che come punto fermo nella cronologia dell'artista. Furono infatti pagate il 2 giugno 1469 e rappresentano uno dei pochi documenti certi della sua carriera.

## Descrizione e stile
Le ante dell'organo mostrano diverse influenze di base, che si ritrovano nelle opere di Cosmè Tura: quella gotica cortese, quella pierfrancescana, quella toscana filtrata dagli squarcioneschi e da Mantegna. Il tutto però è rielaborato con estrema originalità dall'autore, che giunse a risultati di grande espressività.

### Annunciazione
L'Annunciazione è ambientata in una solenne architettura all'antica, organizzata secondo le regole della prospettiva, con una doppia arcata con lacunari, retta da fantasiosi pilastri poggianti su un basamento marmoreo. Sia lo stile dell'edificio, sia i festoni che gli speroni rocciosi stratificati nel paesaggio ricordano le opere di Andrea Mantegna. A sinistra, come di consueto, si trova l'Angelo annunciante, con in mano il tradizionale giglio e con un panneggio particolarmente chiaroscurato, con un'illuminazione incidente che sbalza le pieghe con forza, come se fossero martellate nella lamiera. 
La figura di Maria è più morbida, ispirata nella sua monumentalità a Piero della Francesca, ma sempre tesa nelle linee di contorno e dagli scarti laterali divergenti (delle mani, della testa e delle gambe), che ne movimentano la figura dando un'idea di energia trattenuta. Essa si è appena alzata dal cuscino dove stava leggendo e si è inginocchiata giungendo le mani per ricevere l'annuncio. Il libro si trova posato sulle ginocchia (allusione alle scritture che si avverano) e dietro di lei appare la colomba dello Spirito Santo. La aureole di Maria e dell'Angelo sono scorciate in prospettiva.
In alto si trovano alcuni piacevoli dettagli naturalistici, come lo scoiattolo e l'uccellino poggiati sul tirante sotto l'arco. Alle pareti dell'architettura sono dipinti alcuni bassorilievi su sfondo dorato: si tratta di allegorie dei Pianeti, dalle pose contorte ed agitate, che rimandano al gusto cortese degli Este, affascinati dall'astronomia e dalla letteratura filosofica.

### San Giorgio e la principessa

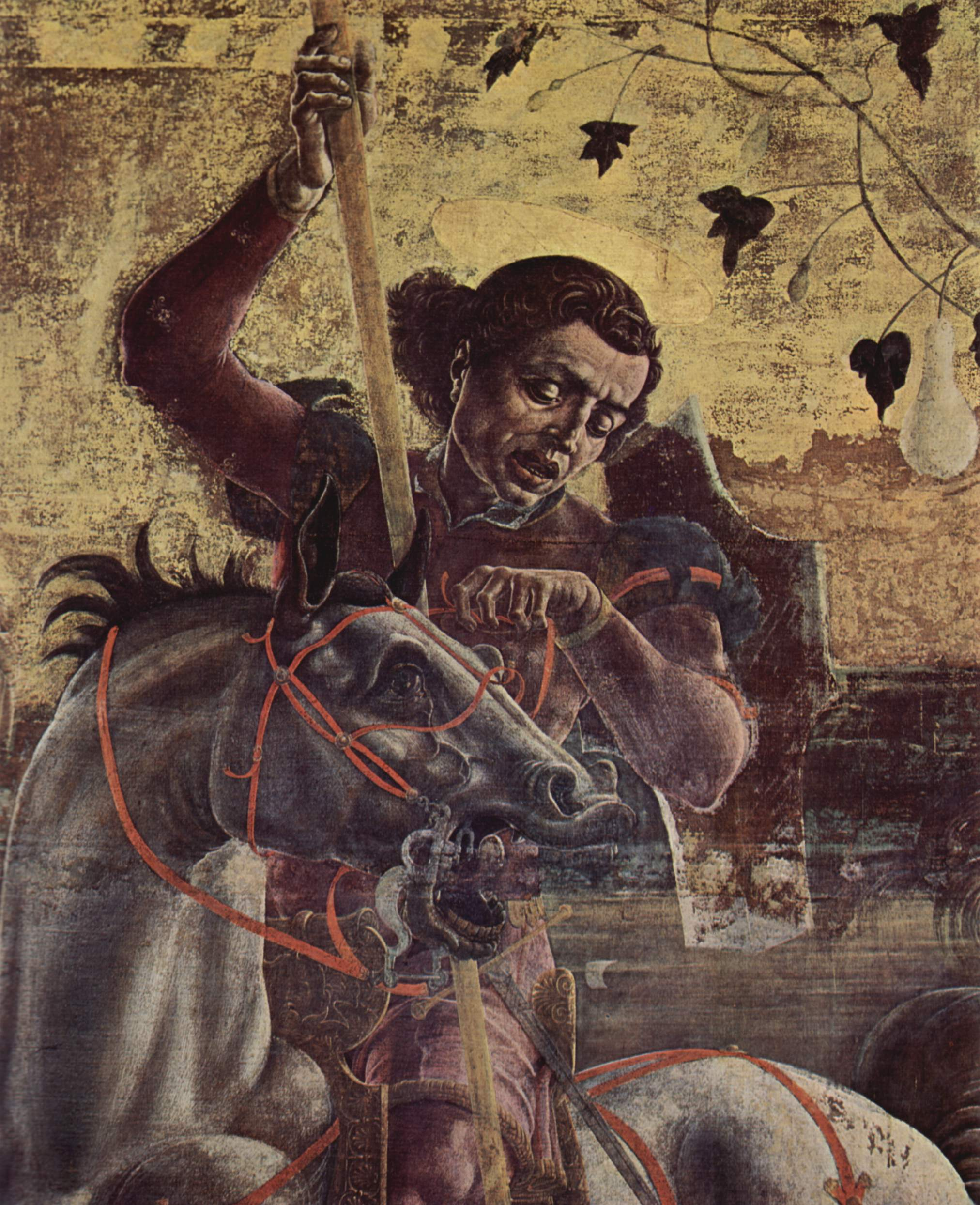
San Giorgio e il cavallo

Il lato di San Giorgio, peggio conservato soprattutto nell'anta sinistra, è invece ambientato in un paesaggio aperto, inondato da una luce dorata che crea un'atmosfera irreale e bizzarra. A destra si svolge lo scontro tra san Giorgio a cavallo e il drago, caratterizzato da un dinamismo sfrenato, reso ancora più espressivo dai contorni netti e taglienti, dalle lumeggiature grafiche e dall'estremo espressionismo che stravolge i volti di uomini e animali.
Il cavallo di san Giorgio ad esempio è deformato dall'irruenza della battaglia, con un volto parzialmente in ombra invigorito da riflessi chiarissimi sui bordi superiori delle superfici. Il suo corpo sembra di lucido alabastro, su cui serpeggia la bordatura di un acceso rosso corallo. Le complesse linee dinamiche che strutturano il gruppo di cavallo e cavaliere sono continuate nel movimento a serpentina del drago, che è raffigurato con una prevalenza di linee aguzze. Il complesso scorcio del cavallo che sembra uscire dalla rappresentazione verso lo spettatore è risolto con maestria, comprimendo le figure nella metà ad esse destinata. L'effetto generale è comunque quello di gesti bloccati, come nelle migliori opere di Paolo Uccello, raffreddati dalla particolare colorazione ed esasperati dalle violente smorfie.
A sinistra si trova la principessa che fugge inorridita, ma che sembra guardare il suo salvatore con un moto di speranza. Anche il panneggio delle sue vesti è pesante e vorticoso, come se fosse bagnato. Numerosi dettagli della sua acconciatura e dei suoi gioielli rivelano un'aderenza al gusto per il dettaglio raffinato tipico dello stile cortese. 
Sullo sfondo si trova una strana montagna fortificata, dalla quale proviene un misterioso corteo di sapienti barbuti.